# Gil Marquez
Gil Marquez és una vila situada al terme municipal d'Almonaster la Real, província de Huelva, a aproximadament 8 km est. Està situada a uns 400 m d'altitud. Pròximes a ella es troben la Ribera del Moro i la Ribera d'Almonaster.

## Demografia
El poble de Gil Marquez té actualment 73 habitants. En els darrers anys ha perdut gran part dels seus efectius.

## Història
Apareix en un document datat el 1597. És una de les poblacions més antigues d'Almonaster. Anys enrere la vila va tenir certa importància, que ha anat perdent en les últimes dècades.

## Monuments
- Pont de les Tres Fonts
- Església del Carme: construïda a mitjan segle xx.

## Comunicacions
Està comunicada per carretera amb Almonaster, Cortegana i les aldees de Valdelamusa i Les Veredas. També compta amb una estació de trens.

## Economia
Les principals activitats econòmiques de Gil Marquez són l'agricultura, la ramaderia i la indústria de la fusta i del suro.

## Rodalies
- Pont de les Tres Fonts
- Balneari el Manzano
- Arroyo del Moro